# Ayuko Katō

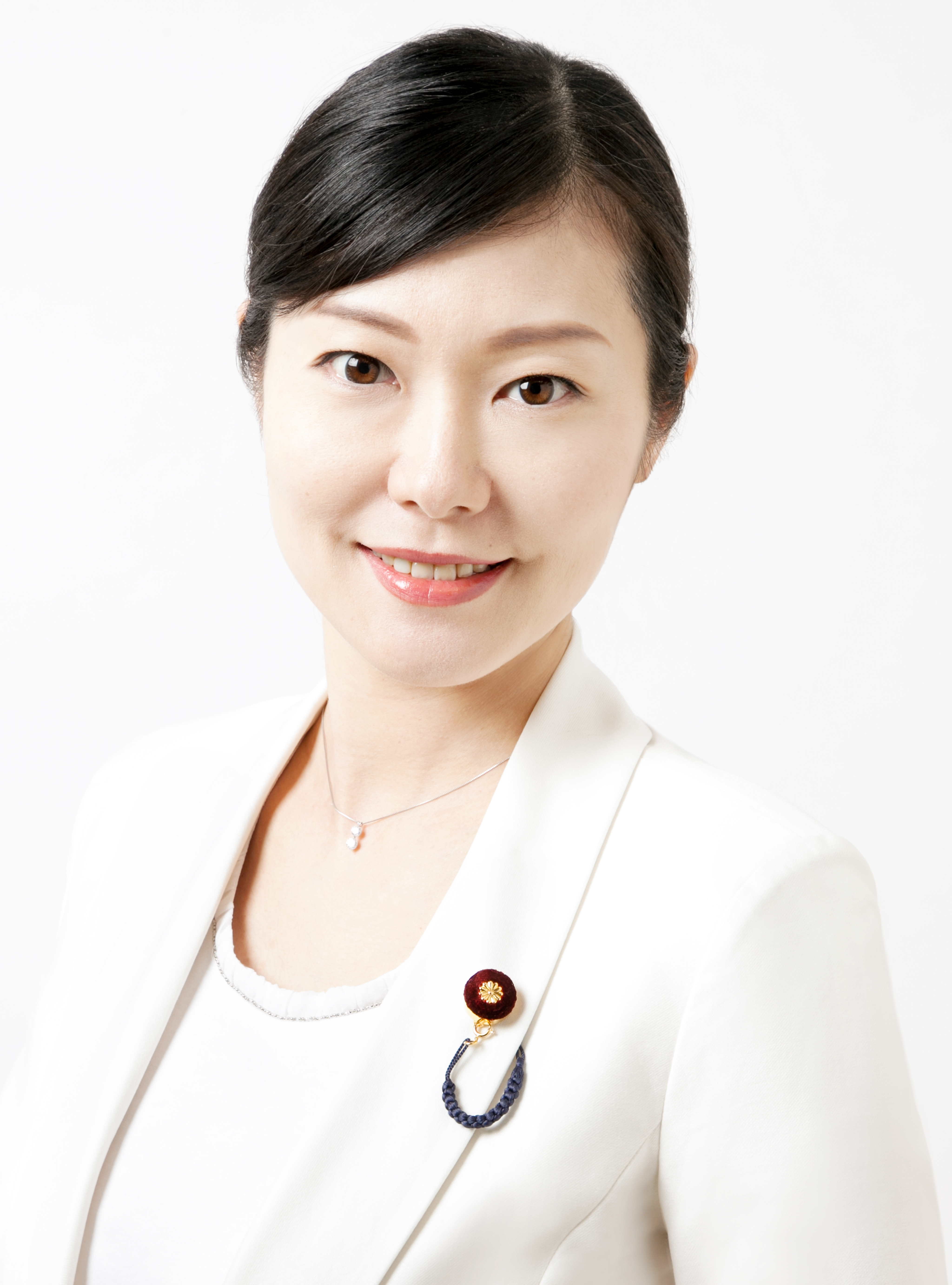
Ayuko Katō (2019)

Ayuko Katō (jap. 加藤 鮎子 Katō Ayuko; * 19. April 1979 in Tsuruoka, Präfektur Yamagata) ist eine japanische Politikerin der Liberaldemokratischen Partei (LDP), darin Mitglied der Tanigaki-Gruppe, Abgeordnete im Shūgiin, dem Unterhaus des Parlaments, für den dritten Wahlkreis der Präfektur Yamagata, und im 2. umgebildeten 2. Kabinett Kishida Ministerin für besondere Aufgaben beim Kabinettsamt für Kinder, Geburtenrückgang, die „Aktivierung junger Menschen“ (wakamono katsuyaku) und Geschlechtergleichstellung.

## Leben
Ayuko Katō ist die Tochter des langjährigen LDP-Politikers Kōichi Katō. Sie studierte Public Affairs an der Columbia University. Nachdem sich ihr Vater zur Shūgiin-Wahl 2014 aus der Politik zurückzog, gewann sie seinen ehemaligen Sitz im Parlament, indem sie Yamagata 3 knapp gegen den parteilosen Juichi Abe gewann, der ihren Vater 2012 besiegt hatte.